# Didiadema picardi
Didiadema picardi är en plattmaskart som beskrevs av Brunet 1965. Didiadema picardi ingår i släktet Didiadema och familjen Cicerinidae. Inga underarter finns listade i Catalogue of Life.